# 馬克·萊特
馬克·查爾斯·愛德華·萊特（英語：Mark Charles Edward Wright；1987年1月20日—）是英國的一位電視和廣播節目主持人。他也是一位足球運動員，曾效力於托特納姆熱刺足球俱樂部。他的弟弟喬許·萊特是一位足球運動員，妻子米歇尔·基根是电视剧演员。

## 足球生涯
在上演電視節目「The Only Way Is Essex」前，萊特是一位半職業足球員，年少時曾在西汉姆联、阿森纳和热刺三家倫敦球會學習踢球。
他在绍森德展開其職業生涯，但後來改為只踢半職業足球。2006年11月11日，他從格雷斯竞技外借至同樣是英格蘭足球全國聯賽的球會克劳利镇。2007年1月27日對塔姆沃思的比賽，他打進一球使球隊以1-0取勝。同年3月，他被外借到鲁什登钻石至季末。萊特曾代表英格蘭C隊上場一次，在2008年9月16日參加對波斯尼亞和黑塞哥維那B隊的賽事 。
2020年12月14日，萊特重返職業足球，以非合約形式加盟英乙球會克劳利镇。2021年1月10日英格蘭足總盃的比賽，33歲的他在首次在職業比賽上場，90分鐘換入，而球隊亦以3-0擊敗英超球隊列斯聯。他的弟弟喬許·萊特亦在2021年1月簽約克劳利镇，同樣有參加該比賽。2月6日，萊特首次在職業聯賽上場，他在半場時換入，最後賽果為以3-1輸給哈洛格特鎮。